# Britse Maagdeneilanden op de Olympische Zomerspelen 1984
De Britse Maagdeneilanden namen deel aan de Olympische Zomerspelen 1984 in Los Angeles, Verenigde Staten. Het was het olympisch debuut van het land.

## Deelnemers en resultaten

### Atletiek
| Olympiër                                             | Discipline | Resultaat | Prestatie               |
| ---------------------------------------------------- | ---------- | --------- | ----------------------- |
| Guy Hill                                             | 100m (m)   | 70e       | serie 11: 6de in 11,11  |
| Lindel Hodge                                         | 200m (m)   | 62e       | serie 6: 5de in 22,28   |
| Dean Greenaway                                       | 400m (m)   | 48e       | serie 1: 5de in 47,33   |
| Jerry Molyneaux                                      | 800m (m)   | 51e       | serie 7: 5de in 1.53,23 |
| Dean Greenaway Guy Hill Lindel Hodge Jerry Molyneaux | 4x400m (m) | 21e       | serie 2: 6de in 3.11,89 |

### Zeilen
| Olympiër                                   | Discipline | Resultaat | Prestatie                           |
| ------------------------------------------ | ---------- | --------- | ----------------------------------- |
| Keith Barker Peter Barker                  | 470        | 25e       | 170 punten: (22-25-24-22-YMP-24-DNF |
| Elvet Meyers Robin Tattersall Keith Thomas | soling     | 2e        | 146 punten: (17-20-20-18-21-16-19)  |

Algerije · Amerikaanse Maagdeneilanden · Andorra · Antigua en Barbuda · Argentinië · Australië · Bahama’s · Bahrein · Bangladesh · Barbados · België · Belize · Benin · Bermuda · Bhutan · Birma · Bolivia · Bondsrepubliek Duitsland · Botswana · Brazilië · Britse Maagdeneilanden · Canada · Centraal-Afrikaanse Republiek · Chili · China · Chinees Taipei · Colombia · Congo-Brazzaville · Costa Rica · Cyprus · Denemarken · Djibouti · Dominicaanse Republiek · Ecuador · Egypte · El Salvador · Equatoriaal-Guinea · Fiji · Filipijnen · Finland · Frankrijk · Gabon · Gambia · Ghana · Grenada · Griekenland · Groot-Brittannië · Guatemala · Guinee · Guyana · Haïti · Honduras · Hongkong · Ierland · IJsland · India · Indonesië · Irak · Israël · Italië · Ivoorkust · Jamaica · Japan · Joegoslavië · Jordanië · Kaaimaneilanden · Kameroen · Kenia · Koeweit · Lesotho · Libanon · Liberia · Liechtenstein · Luxemburg · Madagaskar · Malawi · Maleisië · Mali · Malta · Marokko · Mauritanië · Mauritius · Mexico · Monaco · Mozambique · Nederland · Nederlandse Antillen · Nepal · Nicaragua · Nieuw-Zeeland · Niger · Nigeria · Noord-Jemen · Noorwegen · Oeganda · Oman · Oostenrijk · Pakistan · Panama · Papoea-Nieuw-Guinea · Paraguay · Peru · Portugal · Puerto Rico · Qatar · Roemenië · Rwanda · Salomonseilanden · Samoa · San Marino · Saoedi-Arabië · Senegal · Seychellen · Sierra Leone · Singapore · Soedan · Somalië · Spanje · Sri Lanka · Suriname · Swaziland · Syrië · Tanzania · Thailand · Togo · Tonga · Trinidad en Tobago · Tsjaad · Tunesië · Turkije · Uruguay · Venezuela · Verenigde Arabische Emiraten · Verenigde Staten · Zaïre · Zambia · Zimbabwe · Zuid-Korea · Zweden · Zwitserland